# Praia de Omaha
Omaha (em inglês Omaha Beach), chamada comummente de Praia de Omaha, foi o nome de código de um dos cinco setores de desembarque de praia do componente de assalto anfíbio da Operação Overlord ao território da França ocupada, em 6 de junho de 1944, durante a Segunda Guerra Mundial. "Praia de Omaha" refere-se a uma seção de 8 quilômetros (5 milhas) da costa da Normandia, França, de frente para o Canal da Mancha, indo de Sainte-Honorine-des-Pertes a oeste de Vierville-sur-Mer na porção direita do estuário do Rio Douve. Os desembarques ali eram necessários para unirem as duas frentes ofensivas, ligando o Exército Britânico que havia desembarcado a leste na Praia Gold, com as forças americanas que haviam chegado pelo oeste na Praia de Utah, desta maneira provendo contínua pressão contra a ocupação alemã da costa da Normandia, na Baía do Sena. Tomar a Praia de Omaha seria responsabilidade das tropas do Exército dos Estados Unidos, com transporte marítimo, varredura de minas e uma força de bombardeio naval fornecida predominantemente pela Marinha e Guarda Costeira, com contribuições das marinhas britânica, canadense e francesa livre.
No dia, que ficou conhecido como Dia D, a 29.ª Divisão de Infantaria Americana, que ainda não havia sido posta a teste, uniu-se à nona companhia dos Rangers redirecionada à Pointe du Hoc, onde deveriam empreender ataque à metade ocidental da praia nos setores "Charlie", "Dog Green", "Dog White", "Dog Red" e "Easy Green", abrangendo Vierville-sur-Mer. A veterana 1.ª Divisão de Infantaria Americana foi dada a metade oriental como alvo da investida nos setores "Easy Red", "Fox Green" e finalmente "Fox Red", abrangendo Saint-Laurent-sur-Mer e Sainte-Honorine-des-Pertes. Opondo-se aos desembarques estava a 352ª Divisão de Infantaria alemã. De seus 12.020 homens, 6.800 eram tropas de combate experientes. A estratégia alemã baseava-se na derrota de qualquer ataque marítimo à linha de água, e as defesas eram posicionadas principalmente em pontos fortes ao longo da costa.
As primeiras ondas do ataque, compostas por tanques, infantaria e sapadores, foram cuidadosamente planejadas para reduzirem as defesas costeiras do exército alemão, a fim de permitirem a aproximação de embarcações maiores que seguiriam-se nas ondas subsequentes. O plano aliado previa ondas de ataque iniciais de tanques, infantaria e forças de engenharia de combate para reduzir as defesas costeiras, permitindo que navios maiores pousassem em ondas subsequentes. O principal objetivo em Omaha era o de assegurar a linha da praia entre Port-en-Bessin-Huppain e o rio Vire (totalizando 8 km de extensão), ligando a frente americana aos britânicos que haviam desembarcado na Praia Gold a leste. Desta maneira, os Aliados alcançariam a área de Isigny-sur-Mer a oeste, unindo-se finalmente com a VII Corporação, que havia desembarcado na Praia Utah. À oposição dos desembarques estava a 352ª Divisão de Infantaria Alemã, formada por um grande contingente de adolescentes, mesmo estes sendo suplementados por veteranos que haviam combatido na Frente Oriental. A 352.ª Divisão nunca passou por qualquer treinamento de batalhão ou regimento. Dos 12 020 homens que compunham a divisão destacada para proteger uma frente de 53 km, somente 6 800 possuíam experiência em combate. Os alemães estavam amplamente posicionados em pontos fortalecidos com casamatas e búnquers ao longo da costa - sua estratégia baseava-se em barrar qualquer assalto pelo mar ainda na linha da praia. De todo o modo, segundo os cálculos dos Aliados, as defesas postas em Omaha indicavam serem três vezes mais fortes que as encontradas durante a Batalha de Kwajalein, e o número de inimigos era quatro vezes maior. Mas muito pouco saiu como planejado. Dificuldades na navegação causaram grande parte das embarcações de desembarque a errarem seus alvos ao longo do dia. As defesas foram inesperadamente fortes e causaram pesadas baixas no desembarque das tropas americanas. Sob fogo pesado, os engenheiros lutaram para superar os obstáculos da praia; desembarques posteriores se agruparam em torno dos poucos canais que foram abertos. Enfraquecidos pelas baixas sofridas apenas no desembarque, as tropas de assalto sobreviventes não conseguiram limpar as saídas fortemente defendidas da praia. Isso causou mais problemas e consequentes atrasos para desembarques posteriores. Pequenas penetrações foram eventualmente alcançadas por grupos de sobreviventes fazendo ataques improvisados, escalando os penhascos entre os pontos mais fortemente defendidos. No final do dia, dois pequenos pontos de apoio isolados foram conquistados, que foram posteriormente explorados contra defesas mais fracas mais para o interior, alcançando os objetivos originais do Dia D nos dias seguintes.

## Terreno e defesas

Diagrama da secção correspondente à Praia de Omaha.

Cercada por encostas rochosas, a Praia de Omaha apresenta uma área equivalente a 275 metros de orla com rebentação amena e superfície lisa antes de alcançar águas mais profundas e agitadas. Abaixo do nível raso de água desta área há grandes bancos de seixos, com cerca de 2,4 metros de profundidade e chegando a atingir 14 metros de comprimento em alguns pontos. O limite oeste do terreno calcário macio encontrava-se com grandes rochedos (seguindo-se as sebes por terra, mais a leste), os quais podiam variar em tamanho de 1,5 a 4 metros. Para os dois terços restantes da praia, além dos rochedos e terreno calcário, encontrava-se um banco de areia de nível baixo. Atrás destes obstáculos naturais encontrava-se um plano terreno arenoso, estreito em suas pontas e estendendo-se por até 180 metros em sua região central. Escarpas atenuadamente inclinadas erguiam-se de 30 a 50 metros, dominando a totalidade da praia e cortando vales florestais adentro e desenhando cinco pontos ao longo da praia, denominados de oeste para leste D-1, D-3, E-1, E-3 e F-1.

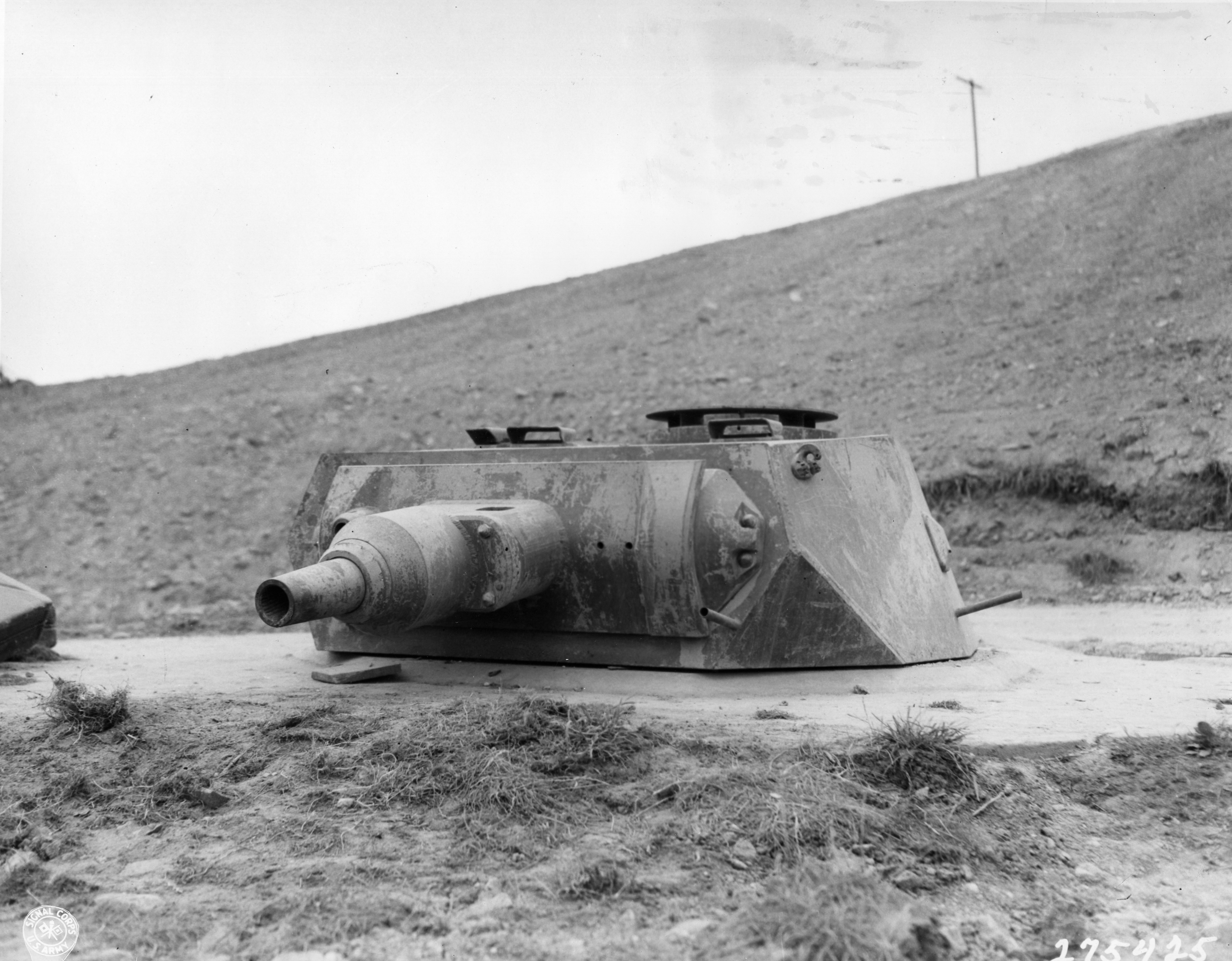
Torreta de um Panzer IV alemão instalado em uma casamata na Praia de Omaha, junho de 1944.

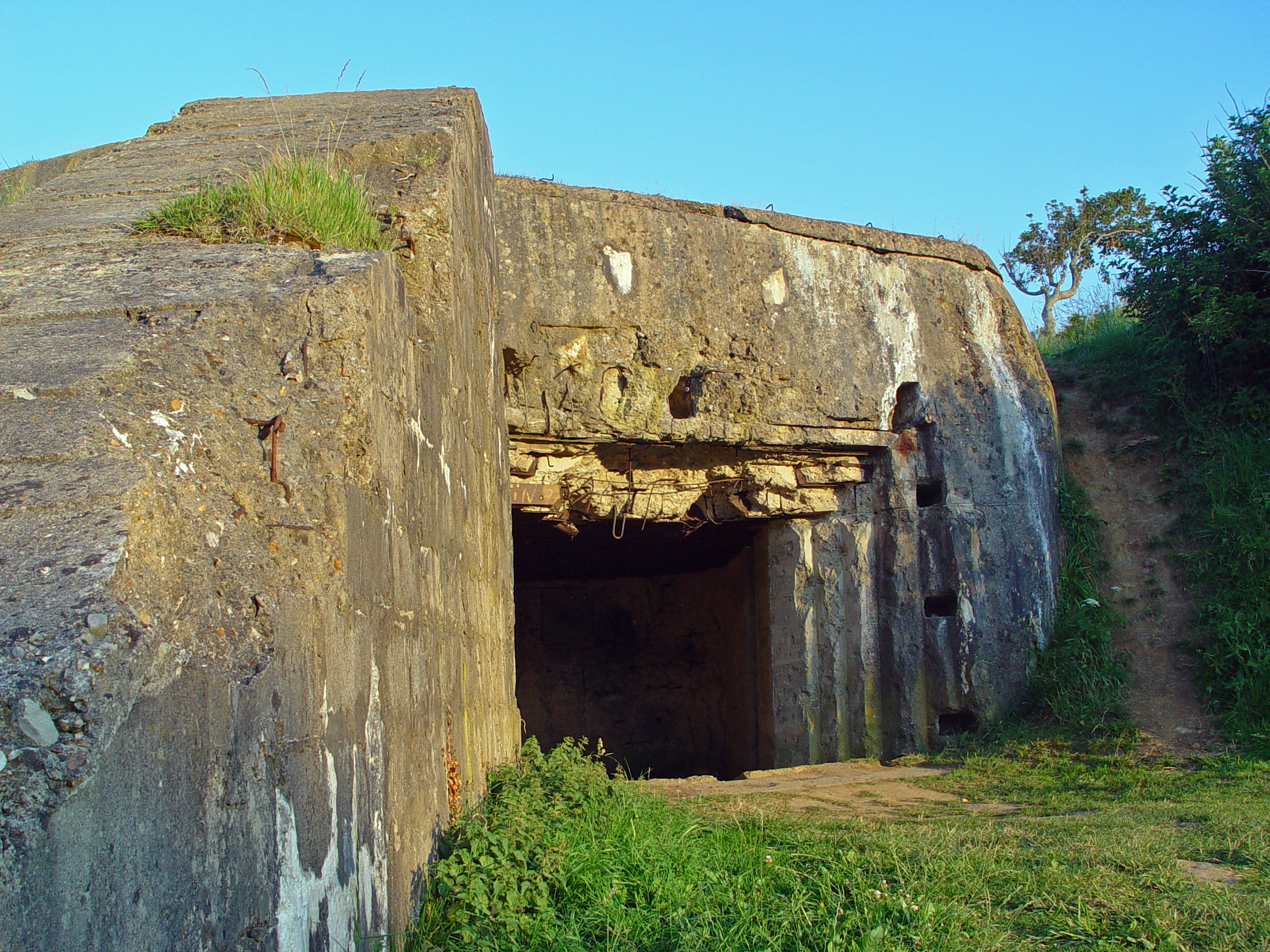
Uma casamata alemã na Praia de Omaha.

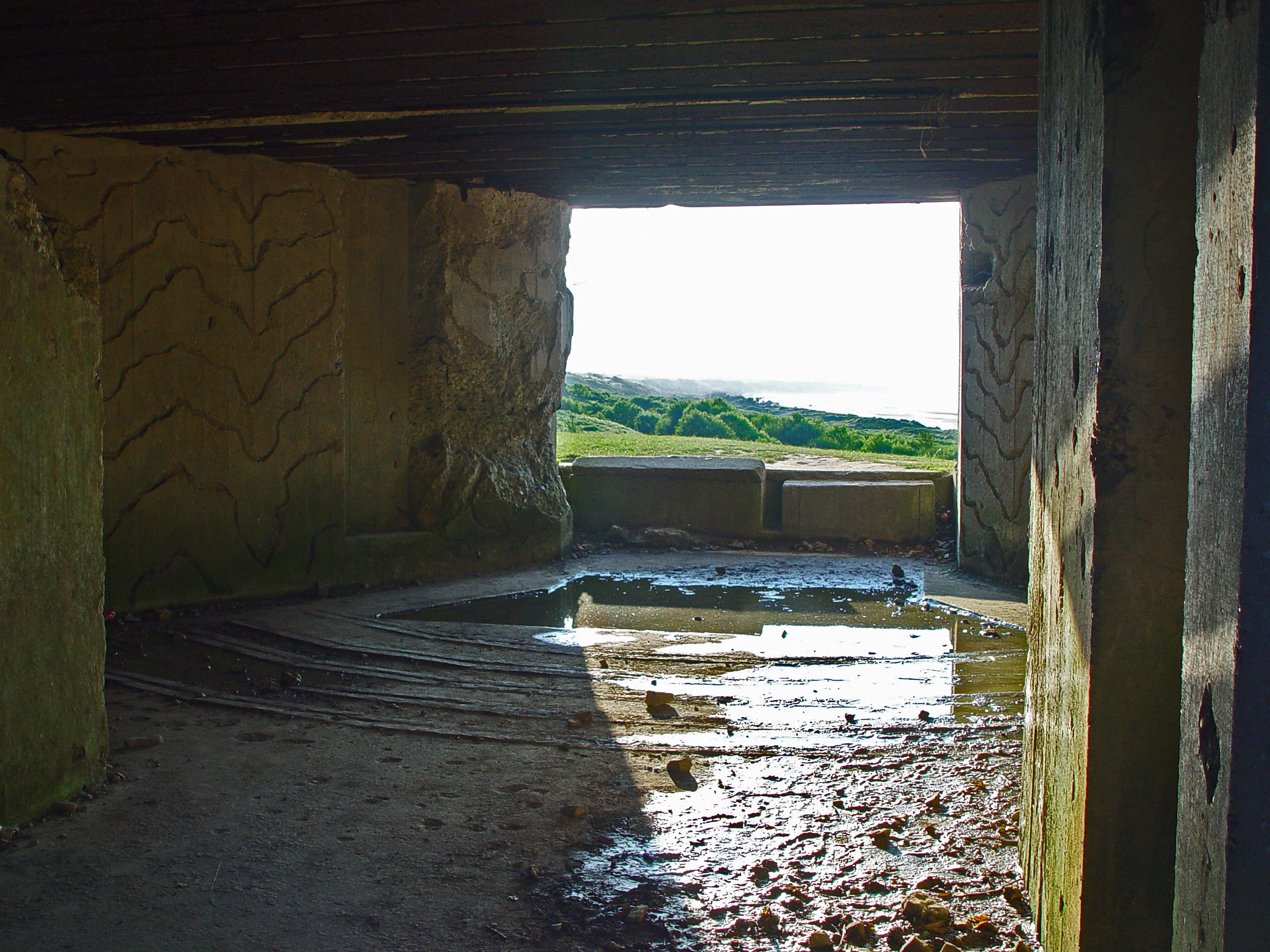
Visão interna de um bunker alemão na Praia de Omaha.

As defesas alemãs instaladas e a falta de qualquer linha de defesa mais à frente no território indicava que seu plano consistia em barrar a invasão ainda nas praias. Quatro linhas de obstáculos foram construídas nas águas. A primeira, não contígua com um pequeno vão localizado no meio do setor "Dog White" e um vão maior atravessando totalmente o setor "Easy Red", tratava-se de uma linha de 250 metros saindo do nível mais profundo do mar em direção à praia e era constituída por 200 estruturas de aço em forma de cercas com aproximadamente 3 metros de largura e 2 metros de altura armadas com minas terrestres.
A mais ou menos 30 metros atrás destas primeiras defesas havia uma segunda linha, sendo esta de toras cravadas no solo por baixo da água, todas apontando em direção ao mar. Em sequência e padronizadamente, a cada três toras encontrava-se uma atada a uma mina antitanque. Este método não se mostrou tão efetivo quanto os alemães esperavam.
Mais 30 metros adiante na direção da praia, ultrapassando-se as toras em lanças, havia sido instalada outra linha contínua composta por 450 rampas atenuadamente inclinadas, todas estas apontadas para a praia e ainda com minas anexadas em cada uma. Esta defesa tinha como objetivo fazer com que embarcações de fundo reto e plano, ao atravessar pelas rampas, virassem ou detonassem as minas.
A linha final de obstáculos era constituída por mais uma linha contínua, desta vez composta por ouriços, estando a 150 metros da linha da praia. A área entre o banco de seixos e as encostas encontravam-se protegidas tanto com arame farpado como com minas terrestres dispostas amplamente, havendo ainda muitas destas espalhadas nas subidas das encostas. Estas barricadas alemãs, preparadas para deter o avanço dos tanques aliados através da praia, acabou tornando-se útil aos próprios aliados, que utilizaram como cobertura frente ao intenso fogo alemão.

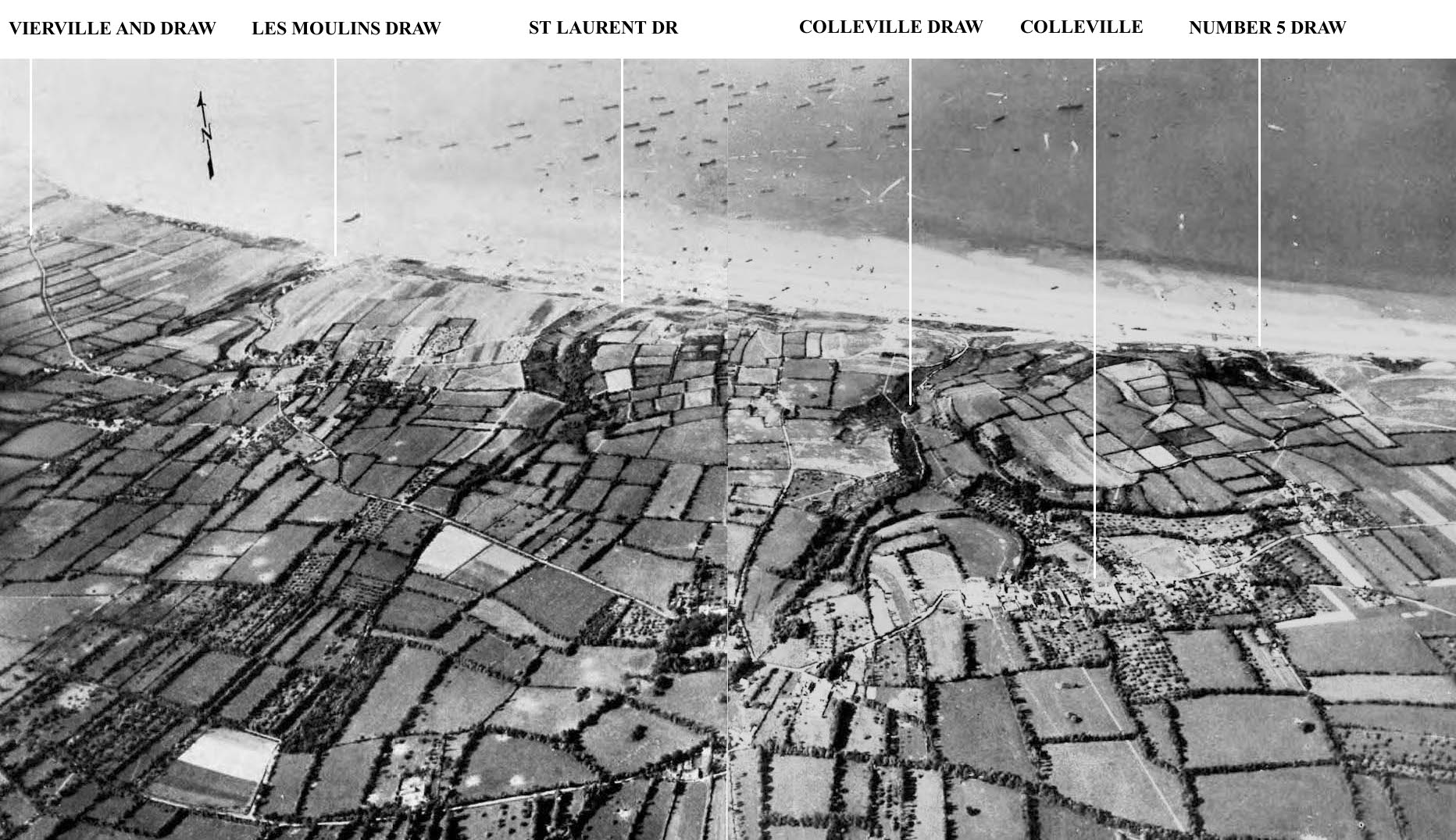
Vista aérea de Omaha, mostrando as saídas secas da praia: da esquerda para a direita; Vierville (Dog 1), Les Moulins (Dog 3), St. Laurent (Easy 1), Colleville (Easy 3) e "Saída Número 5" (Fox 1).

Destacamentos costeiros, compostos por cinco companhias de infantaria, concentravam-se em 15 pontos fortalecidos chamados de Widerstandsnester ("ninhos de resistência"), e foram numerados WN-60 a leste, a WN-74 próximo de Vierville a oeste. Estavam situados primariamente próximos às entradas dos aclives e protegidos por campos minados e arame farpado. As posições dentro dos pontos fortalecidos estavam todas ligadas por trincheiras e túneis, possibilitando o rápido deslocamento das tropas alemãs. Da mesma forma que os armamentos primários de rifles e metralhadoras, um total de mais de 60 artilharias leves foram distribuídas por estes pontos fortalecidos. Os armamentos mais pesados encontravam-se nas casamatas com oito posições de tiro e em mais quatro posições descobertas enquanto as armas leves ficavam estocadas em 35 casamatas de formato pillboxes. Mais 18 armas antitanque completavam a disposição da artilharia que visava a praia. As áreas entre os pontos fortificados tinham ainda dispostas trincheiras espaçadas, fossos para atiradores e, finalmente, algumas posições armadas com metralhadoras 85 mm. Nenhuma área no território da praia foi deixada descoberta, e o posicionamento das armas sugeria que, estando o inimigo em qualquer lugar da praia, seria possível flanquea-lo.
A inteligência militar aliada identificou as defesas costeiras como sendo formadas por um batalhão reforçado (entre 800 a 1 000 homens) pertencente à 716.ª Divisão de Infantaria Alemã. Esta era uma divisão estacionária, a qual estimava-se conter algo em torno de 50% das tropas não-alemãs, muitos sendo voluntários russos e Volksdeutsches. A recém-ativada 352.ª Divisão de Infantaria Alemã foi identificada como estando estacionada a 30 km atrás da linha da praia, no território de Saint-Lô, e foi considerada como a força mais provável a empreender um contra-ataque. Porém, como parte da estratégia de Rommel para concentrar as defesas na linha da praia, a 352.ª Divisão já havia recebido ordens para avançar em março, tomando a responsabilidade de defender a costa da Normandia - território onde a Praia de Omaha estava localizada. Como parte desta reorganização, a 352ª Divisão ainda tomou sob seu comando os dois batalhões do 726.º Regimento de Granadeiros e também o 439.º Batalhão, que havia sido anexado ao 726º Regimento anteriormente. A Praia de Omaha encontrava-se em sua maior parte dentro do "Setor de Defesa Costeira 2", estendendo-se a oeste de Colleville-sur-Mer e sendo destacado ao 916º Regimento de Granadeiros, o qual tinha o 726.º Regimento de Granadeiros anexado a leste. Duas companhias pertencentes ao 726.º Regimento guardavam os pontos fortificados na área de Vierville, enquanto outras duas companhias do 916.º Regimento ocupavam os pontos da área de Saint-Laurent-sur-Mer no centro de Omaha. Estas posições estavam sendo auxiliadas por artilharia advinda do primeiro e quarto batalhões da 352.º Regimento de Artilharia (doze obus de 105 mm e quatro 150 mm, respectivamente). As duas companhias restantes da 916.ª formavam uma reserva em Formigny, a 4 km da praia. Estando a leste de Colleville, o "Setor de Defesa Costeira 3" era de responsabilidade do restante do 726º Regimento de Granadeiros. Duas companhias foram destacadas para a costa, uma com destino aos pontos fortalecidos a extremo leste, com artilharia de suporte provida pelo terceiro batalhão do 352º Regimento de Artilharia. A área reserva, reunindo os dois batalhões do 915.º Regimento de Granadeiros e conhecido como "Kampfgruppe Meyer", estava localizado a sudeste de Bayeux, exterior às imediações de Omaha.
A falha em identificar esta reorganização nas defesas alemãs foi uma rara e grave falta dos serviços secretos aliados. Relatórios redigidos após a ação de incursão aliada ainda documentam a estimativa inicial e assumem que a 352.ª Divisão havia sido enviada às defesas costeiras provavelmente apenas alguns dias antes como parte de um exercício anti-invasão dos alemães. A fonte desta informação desatualizada veio de prisioneiros de guerra alemães pertencentes à própria 352.ª Divisão de Infantaria capturados no Dia D, como foi reportado pelo Relatório S-3 de Ação do Dia D da 16.ª Infantaria. De fa(c)to, a inteligência aliada havia ficado a par da realocação da 352.ª Divisão de Infantaria em 4 de junho. Esta informação foi então passada à Corporação de Infantaria V e para o Quartel General da 1.ª Divisão de Infantaria através do 1.º Exército. Porém, com as operações já em estágio final de preparação, nenhuma mudança foi realizada.

### Plano de ataque

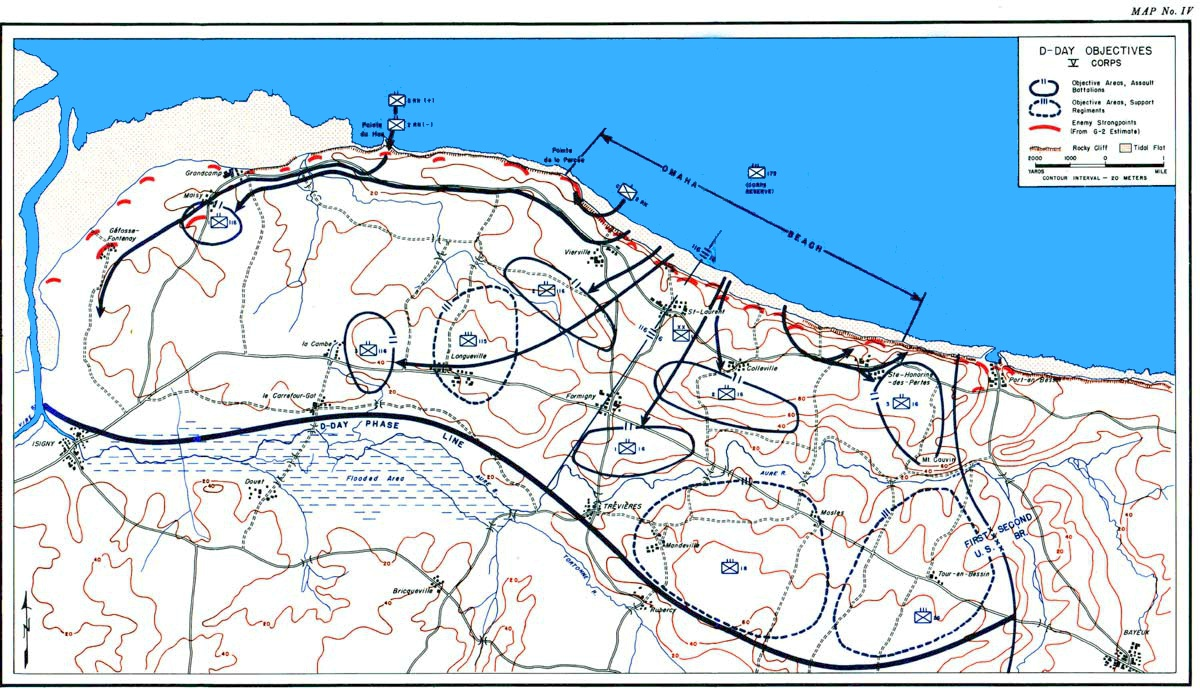
Mapa histórico oficial da praia de Omaha, ilustrando os objetivos da Corporação V para o "Dia D"

Omaha foi dividida em dez setores, denominados (do oeste ao leste): "Charlie", "Dog Green", "Dog White", "Dog Red", "Easy Green", "Easy Red", "Fox Green" e finalmente "Fox Red". A primeira ofensiva seria feita por dois Regimentos, auxiliados por dois batalhões de Blindados e com outros dois batalhões de Rangers a lhes acompanharem. Os regimentos de infantaria foram organizados em três batalhões, cada um composto em média por 1 000 soldados. Dentre estes, cada um foi dividido em três companhias de rifles, composta por até 240 homens, e mais uma companhia de suporte possuindo algo em torno de 190 homens. Companhias de infantaria de "A" até a "D" pertenciam ao 1º batalhão de um regimento, da "E" até a "H" ao 2º batalhão e, por fim, da "I" até a "M" respondiam pelo 3º batalhão. A letra "J" não foi utilizada nas operações. (Companhias individuais serão referidas neste artigo por companhia e regimento - Exemplo: Companhia "A" pertencente ao 116º Regimento serão referidas como "A/116"). Em adição, cada batalhão possuía uma companhia de quartel general com até 180 homens. Os Batalhões de Blindados consistiam em três companhias, indo de "A" até "C" e cada uma reunindo 16 tanques. Os batalhões de Rangers, por sua vez, foram organizados em seis companhias, indo de "A" a "F", com em média 65 homens cada. 
A 116.ª Brigada de Infantaria integrante da 29.ª Divisão de Infantaria deveria entrar com dois batalhões através dos setores a oeste, sendo seguidas 30 minutos mais tarde pelo terceiro batalhão. Seus desembarques deveriam ser cobertos pelos tanques pertencentes ao 743º Batalhão de Blindados, dois batalhões viriam atravessando o mar em tanques anfíbios tipo DD e o restante da companhia desembarcando diretamente na fronte da praia, via embarcações de assalto. À esquerda da 116.ª Brigada, o 16.º Regimento da 1.ª Divisão de Infantaria teria de avançar igualmente com dois batalhões à frente e um terceiro 30 minutos depois, nos setores "Easy Red" e "Fox Green" na extremidade oriental de Omaha. Seus tanques de cobertura deveriam ser providos pelo 741º Batalhão de Blindados, e igualmente com dois destes batalhões vindos por água (DDs anfíbios) e o restante via desembarque convencional. Três companhias pertencentes ao 2º Batalhão de Rangers deveriam tomar uma bateria fortificada em Pointe du Hoc, 5 km a oeste de Omaha. Enquanto isso, a companhia "C" (2º Batalhão de Rangers) deveria desembarcar à direita auxiliando o 116.º Regimento. As companhias restantes do 2º e 5º Batalhão de Rangers deveriam seguir até Pointe du Hoc se aquela ação fosse bem-sucedida, de outra forma deveriam seguir o 116ª Brigada até o setor "Dog Green" e prosseguirem para Pointe du Hoc por terra.

### Desembarques

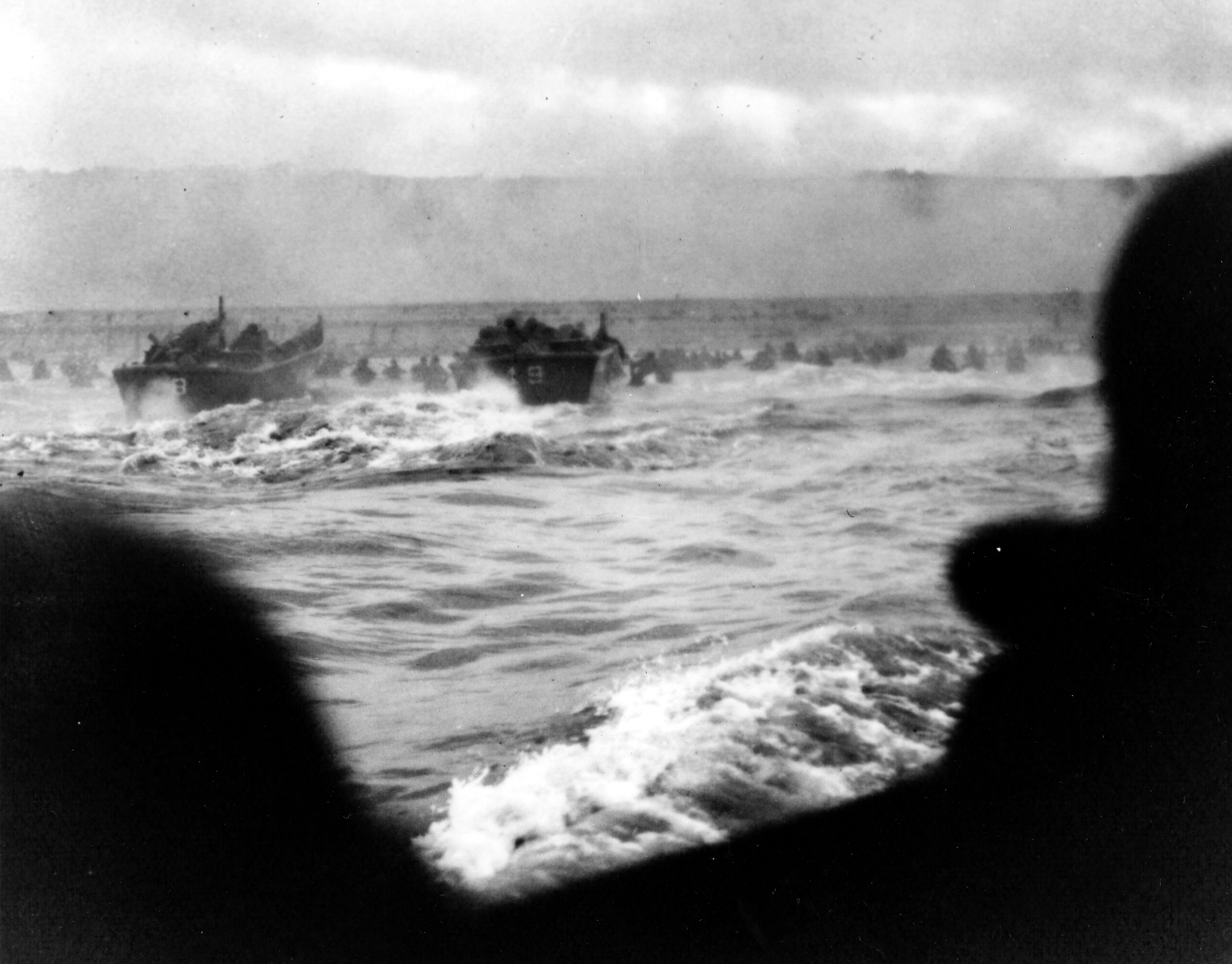
Primeira onda de desembarque mostrando homens deixando suas embarcações na praia. O LCVP na extrema esquerda é do USS Samuel Chase (APA-26).

Apesar desses preparativos, muito pouco saiu de acordo com os planos. Dez embarcações de desembarque foram inundadas pelo mar agitado antes de chegarem à praia, e várias outras permaneceram flutuando apenas porque seus passageiros tiraram água com os capacetes. O enjoo predominou entre as tropas que esperavam no mar. Na frente do 16º RCT, os barcos de desembarque passaram por homens que lutavam em coletes salva-vidas e em jangadas, sobreviventes dos tanques DD que haviam afundado no mar agitado. A navegação dos veículos de desembarque foi dificultada pela fumaça e névoa que obscureciam os marcos que eles deveriam usar para se orientar, enquanto uma forte corrente os empurrava continuamente para o leste.
À medida que os barcos se aproximavam a poucas centenas de metros da costa, eles sofreram fogo cada vez mais pesado de armas automáticas, MG42 e artilharia. A força só então descobriu a ineficácia do bombardeio pré-desembarque. Os bombardeiros, enfrentando condições nubladas, receberam ordens de implementar um plano pré-estabelecido para compensar a diminuição da precisão. O centro de segmentação foi deslocado para o interior para garantir a segurança das tropas aliadas de desembarque. Como resultado, houve pouco ou nenhum dano às defesas da praia.